# Pedro Strop
Pedro Ángel Strop (nacido el 13 de junio de 1985 en San Cristóbal) es un lanzador dominicano de Grandes Ligas que juega para los Sultanes de Monterrey.
Strop fue firmado originalmente como agente libre internacional  por los Rockies de Colorado en 2002. Fue firmado luego por los Rangers de Texas como agente libre el 23 de septiembre de 2008. El 28 de agosto de 2009, Strop hizo su debut en Grandes Ligas y ponchó a su primer bateador el receptor de los Mellizos Joe Mauer.

## Carrera

### Texas Rangers
Strop apareció en siete partidos en 2009, lanzando 7.0 entradas.Permitió seis hits, seis carreras y cuatro boletos y tuvo una efectividad de 7.71. Además ponchó a nueve bateadores.
Strop lanzó un juego en junio, en la segunda entrada contra los Medias Blancas de Chicago en el que ponchó a un bateador y embasó a otro, luego volvió a los menores. En un canje que hicieron los Rangers de Texas que envió a Bengie Molina al equipo, Pedro fue recompensado con un puesto en el roster. Lanzó en tres partidos antes de regresar a las menores cuando se hicieron otros canjes. A partir de su última aparición el 9 de julio en contra de Baltimore, apareció en cuatro juegos en total en la temporada 2010, lanzando 3.2 entradas, mientras que permitió tres hits y una carrera. Embasó a tres bateadores y ponchó a tres.

### Baltimore Orioles
El 31 de agosto de 2011, Strop fue transferido a los Orioles de Baltimore como el jugador a ser nombrado más tarde en un canje que involucró al lanzador Mike González.